# Ingo Hamacher Bellacoola
Ingo Hamacher Bellacoola (* 4. März 1957 in Köln-Kalk; bürgerlich Ingo Hamacher) ist ein deutscher Fotograf, Filmregisseur und -produzent. Er ist Mitbegründer des Kunst-Online-Service „Artworks“ und war Berater für Neue Medien der CDU und des früheren Bundeskanzlers Helmut Kohl.

## Biografie
Er wurde an einem Rosenmontag im Arbeiterviertel Köln-Kalk als einziger Sohn der Kaufmannsfamilie Ruth und Josef Hamacher geboren. Dort erlebte er später, wie Rainer Werner Fassbinder die Serie 8 Stunden sind kein Tag drehte.

## Fotograf
Noch während der letzten Schulklasse am Otto-Hahn-Gymnasium in Bensberg arbeitete er als Architekturfotograf. Danach wurde er zunächst Fotolaborant für Handabzüge und später Studiofotograf-Assistent im Fotostudio von Gerd Sander, dem Enkel des Kölner Fotografen August Sander. Parallel dazu fotografierte er für die Zeitschriften Musikexpress und Sounds Musikbands wie Zappa, The Rolling Stones, Neil Young, Cat Stevens, Chick Corea, Barclay James Harvest. Zusätzlich entwarf er die Cover von deutschen Bands wie dem Kraan-Saxophonisten Alto, Andy Goldner und Hoelderlin und begleitete ihre Touren. Oft war er als Fotograf und Freund im Tonstudio Conny Plank mit Künstlern wie Ultravox, Devo, Brian Eno, Kraftwerk, Can und vielen weiteren.

## Filmregisseur und Produzent
Später studierte er Multimedia bei Daniel Spoerri und Film bei Robert van Ackeren an der Werkkunstschule Köln, der späteren FH Kunst/Design. Während des Studiums wählte er den Künstlernamen „Bellacoola“, dessen Ursprung bei den nordamerikanischen Indianern des Nuxalk- (auch Bellacoola-)Stammes liegt. Unter diesem Namen produzierte er mit der Firma „Bellacoola Filme“ für den WDR Köln. Dazu gehörten im WDR Kinderprogramm u. a. die Sendung mit der Maus sowie Prominentenportraits, z. B. über Jürgen von der Lippe, Jochen Busse, Bazon Brock, Phillip Boa u. v. a.
Nach einer Radioreportage für die Deutsche Welle über Obdachlose und einer multimedialen Ausstellung mit Toncollagen und Fotos im Goethe-Institut Amsterdam zum selben Thema inszenierte er Ausschnitte des Lebens von Obdachlosen und Alkoholkranken. Zum „Theater der Welt“ 1981 in Köln leitete er eine Aufführung, die sich mit dem Thema „Penner in der Kölner Südstadt“ beschäftigte. Die Theaterbesucher wurden in Bussen durch die Stadt gefahren, um an verschiedenen Locations sehr direkte Begegnungen mit einer für sie fremden Realität zu machen. Diese Performance wurde von Rainer Werner Fassbinder gefilmt – ihre Wege kreuzten sich hier ein zweites Mal.

## Auszeichnungen und Preisverleihungen
„Bellacoola“ erhielt den 1. Preis des deutschen Kinderfilmfestivals „Goldener Spatz“ von Gera für die Regie beim Maya-Spielfilm Die Reise zu den Göttern. In ihm wird die Geschichte des Lacandon-Maya-Jungen Kayum aus Chiapas/Süd-Mexiko erzählt, der den Urwald vor der drohenden Umweltzerstörung retten will.
Als Produzent erhielt er den deutschen Animago Award für beste Computer-Animationen des K2-Inline Skate-Werbespots „Witches on Wheels“. Derselbe Werbespot gewann ebenfalls jeweils den Award-of-Master-Wirtschaftsfilmpreis für beste Special Effects und für beste Produktion.
„Bellacoola“ nahm bei Festivals, wie den Internationalen Kurzfilmtagen Oberhausen, den Frankfurter Filmfestival und dem Kinderfilmfestival Gera „Goldener Spatz“ teil.

## Interaktive Medien
Ab 1994 produzierte er die ersten interaktiven CD-I (Compact Disk Interactive) mit MPEG-1 Video als Studio Partner des Philips-Konzerns. Dazu gehörten unter anderem umfassende Imageprojekte für das Deutsche Zentrum für Luft- und Raumfahrt (DLR), bei der alle deutschen Raumfahrtprojekte präsentiert wurden.
Als Pionier der deutschen, interaktiven Medienszene gründete er zusammen mit dem Galeristen Michael Krome den ersten deutschen Kunst-Online-Service „Artworks“. In Kooperation mit dem Bundesverband Deutscher Galerien, der VG Bild-Kunst, dem Museum Ludwig Köln, der Kunst- und Ausstellungshalle der Bundesrepublik Deutschland und mit Rudolf Zwirner als Mentor gelang es, den ersten relevanten europäischen Online-Service im Kunstbereich zu etablieren. Dieser zeigte von 1995 bis 1997 einen Überblick der deutschen Museen, wichtigsten Galerien und Künstlerporträts. „Artworks“ war für die Anfangsphase des Internets so erfolgreich und einmalig, dass Intel den Auftrag an „Artworks“ vergab, eine international tätige, 3-dimensionale, virtuelle Galerie zu konzipieren. Sie hieß „State of the Art Gallery“ und bot allen Amateur- und Semiprofi-Künstlern eine Plattform, um ihre digitalen Werke von einer Profi-Jury aus Künstlern und Kunstkritikern bewerten und anschließend im Web ausstellen zu können. (Erstes internationales Projekt zu „User Generated Content“ mit Multimedia Assets aus Deutschland.)
Von 1995 bis 1998 war er Berater für Neue Medien der CDU und Bundeskanzler a. D. Helmut Kohl und führte das Live-Videostreaming und Video-On-Demand als neues Kommunikationstool in die deutschen Parteienlandschaft ein.
Zusammen mit dem Architekten Hans Hermann Hofstadt entwickelte er die interaktive Inneneinrichtung und medialen Inhalte des Aquarius-Wassermuseum in Mülheim an der Ruhr. Dazu gehörte u. a. ein interaktiver Film, der es den Besuchern ermöglicht, auf einem festmontierten Fahrrad zu fahren und dabei eine Radfahrt entlang der Route der Industriekultur von der Ruhrquelle bis zur Rheinmündung zu simulieren. Der Aquarius informiert Besuchergruppen über Trinkwasser und Ökologie.
2010 produzierte er als erster deutscher Independent-Produzent einen stereoskopischen 3D-Spielfilm (S3D), den englischsprachigen Mystery-Thriller The forbidden Girl mit Jeanette Hain und Peter Gadiot in der Hauptrolle.

## Aktuelle Filme und Projekte
- Stereoskopischer 3D-Spielfilm (S3D), englischsprachigen Mystery-Thriller The forbidden Girl
- Die Sandra Situation
- The Last Pimp, 90 Min. Kino-Dokumentation über Bert Wollersheim den letzten großen, deutschen Luden der alten Generation. „Seine“ Frauen und er erzählen über den Kampf gegen das bürgerliche Establishment, Träume, Hoffnung und Enttäuschung der Sex-Worker nach der Legalisierung der Prostitution.
- Kooperation mit Rebell.tv
- Kurze Analyse der modernen Internet-TV Vermarktungszusammenhänge am Beispiel zwischen MyVideo und ProSieben Sat.1  „… wie der User benutzt wird“.
- Executive Producer des englischsprachigen Horrorfilmes The Breeder von European Motion Pictures , Regie: Till Hastreiter, Produzent: Holger Hage, Drehort: Georgien Kaukasus, Tiflis
- Trailer von The Breeder ist zu sehen auf